# Iris pskemensis
Iris pskemensis là một loài thực vật có hoa trong họ Diên vĩ. Loài này được Rukans mô tả khoa học đầu tiên năm 2007.